# Curtis Pitts
Curtis Pitts (né le 9 décembre 1916 - décédé le 10 juin 2005 à Miami) est un concepteur d'une série d'avions biplans acrobatiques populaires, connus comme les Pitts Special. Il a également conçu le Pitts Samson, construit en 1948 pour Jess Bristow, pilote acrobatique de l'époque. Cet avion fut détruit dans une collision aérienne autour de 1950.

## Biographie
Curtiss grandit à Americus, en Géorgie. Son premier avion est un Waco F.
Curtis Pitts est décédé à la suite de complications médicales d'une chirurgie qui consistait à remplacer l'une de ses valves cardiaques.

## Pitts special
D'après le National Air and Space Museum, l'avion créé par Pitts en 1943, le Pitts Special S1, a « dominé les compétitions d'acrobaties aériennes durant les années 1960 et 1970 grâce à sa petite taille, son poids minime, sa courte envergure et son extrême agilité. »,.

## Pitts Model 12
Curtis Pitts conçoit le biplan Pitts Model 12 beaucoup plus tard, dans les années 1990. Déclinaison tardive du Pitts Special, c'est sa première utilisation d'un moteur russe, le Vedeneyev M14P.